# Resgate de um Cessna 188 no Oceano Pacífico
No dia 22 de dezembro de 1978, uma pequena aeronave Cessna 188, pilotada por Jay Prochnow, se perdeu sobre o Oceano Pacífico. A única aeronave por perto com condições de ajudar era o voo 103 da companhia neozelandesa Air New Zealand. Após horas procurando, a tripulação do voo 103 localizou o Cessna e o levou à ilha de Norfolk, onde o avião pousou de maneira segura.

## O incidente
Ex-piloto da Marinha Americana, Jay Prochnow, estava fazendo a entrega de um Cessna 188 dos Estados Unidos - saindo de San Francisco - até a Austrália. Jay tinha um colega que estava voando outro Cessna 188 ao seu lado. A longa viagem seria completada em 4 estágios: San Francisco-Honolulu, Honolulu-Pago Pago, Pago Pago-Norfolk e Norfolk-Sydney. Porém, na manhã do dia 20 de dezembro, quando os dois pilotos decolaram de Pago Pago, seu colega bateu na decolagem e não se machucou. Jay deu a volta, pousou e somente no dia seguinte continuou sua viagem para Norfolk.
Jay usava um equipamento de navegação ADF (Automatic Direction Finder) colado com fita adesiva no painel de seu Cessna, e quando ele se aproximou da área onde ele achava que era a ilha de Norfolk ele não viu a ilha. Ele informou o controle de tráfego aéreo (ATC), porém, até então, Jay achava que não havia perigo imediato. Ele continuou procurando; porém depois de tentar localizar mais estações de outras ilhas, ele percebeu que seu instrumento ADF havia falhado, e então ele estava totalmente perdido em algum lugar sobre o Oceano Pacífico. Ele alertou o controle de tráfego aéreo e declarou emergência.
Perto de onde o Cessna estava perdido, o voo Air New Zealand 103, operado por um McDonnell Douglas DC-10, estava fazendo a sua rota de Fiji para Auckland. O voo tinha 88 passageiros à bordo. A tripulação de cabine era formada pelo capitão Gordon Vette, o primeiro oficial Arthur Dovey, e o engenheiro de voo Gordon Brooks. Vette sabia que se eles não ajudassem, Jay muito provavelmente morreria no mar. Vette era um navegador, na época do acontecido, ainda tinha sua licença. Quando a tripulação informou aos passageiros o que estava acontecendo, Malcolm Forsyth, um dos passageiros também era um navegador, e se voluntariou a ajudar. Como nem Jay, ou a equipe do DC-10 sabia onde o Cessna estava, a equipe precisou de ser criativa ao pensar em maneiras de como achá-lo.
Nesse período, a comunicação entre as duas aeronaves era feita pelo rádio HF - de longa distância. Jay havia cruzado a Linha Internacional de Data, e então o dia era 22 de dezembro. Vette conseguiu usar o Sol poente para conseguir decifrar a posição aproximada do pequeno Cessna. Ele instruiu Jay a apontar diretamente para o Sol. Ele fez o mesmo com o DC-10 e notou que a diferença do rumo magnético entre as aeronaves era de 4 graus. Após levar em conta a diferença de altitudes das aeronaves, também foi notada a diferença dos horários do pôr do sol entre sua aeronave e a liha de Norfolk. Esses dados levaram a a equipe do DC-10 a calcular que o Cessna estava a sudoeste da posição deles à, mais ou menos 400 milhas náuticas ou 740 quilômetros. Depois de 25 minutos após virar para aquela direção, o contato em rádio VHF - de curta distância - foi restabelecido. Isso indicava que o Cessna estava em um raio de 200 milhas náuticas, ou 370 quilômetros.
A tripulação do DC-10 esperava que o contrail da sua aeronave fosse visível, mas o controle em Auckland afirmou que as condições meteorológicas não favoreciam a formação de um rastro de vapor da aeronave. Brooks, porém, sabia que o alijamento de combustível poderia produzir um rastro de vapor visível. À medida que a busca estava ficando cada vez mais desesperada, eles decidiram por bem tentar colocar a ideia do engenheiro de voo em prática. Porém, Jay nunca viu o rastro, porque a escuridão estava aumentando. O capitão queria que todos os passageiros estivessem envolvidos na busca pelo pequeno avião, então, ele pediu que todos olhassem pelas janelas e até convidou pequenos grupos para irem ao cockpit.
Como as condições de iluminação estavam ficando cada vez piores, Jay considerou amerissar, mas Vette o encorajou a não desistir. Então, eles usaram uma técnica conhecida como "aural boxing" para tentar localizar o avião; isso levou mais de uma hora para ser concluído. Mas, quando foi concluído, eles tiveram uma estimativa muito melhor da posição de Jay. O DC-10 tentou usar suas luzes para tentar se fazer mais visível ao Cessna. Levou algum tempo, porém, eventualmente, Jay reportou que conseguia ver luzes, mas não era o DC-10. Era um navio petroleiro, e Jay foi em direção ao navio. Esse navio foi identificado como "Penrod", que estava navegando da Nova Zelândia até Singapura. O navio então deu a posição exata de Jay. Depois de alguma confusão com a posição exata do "Penrod", finalmente foi estabelecido que as estimativas da equipe do DC-10 estava corretas. Jay conseguiu seguir até a Ilha de Norfolk com o restante do combustível. Quando ele tocou o solo na Ilha de Norfolk, ele completou o tempo de voo de 23 horas e 5 minutos.

## Eventos após o acontecido
A McDonnell Douglas concedeu à tripulação do voo 103 um certificado de louvor pelos "mais altos padrões de compaixão, julgamento e habilidade de pilotagem".
Gordon Brooks era o engenheiro de voo do voo 901 da Air New Zealand e morreu quando o DC-10 caiu no Monte Erebus, na Antártida, em 28 de novembro de 1979. Vette publicou um livro sobre o desastre do voo 901, chamado "Impact Erebus" em inglês.
O incidente com o Cessna 188 foi dramatizado no filme americano de 1993, feito para a TV, Mercy Mission - O Resgate do Voo 771. Estrelou Scott Bakula como Jay Prochnow (sobrenome que no filme foi alterado para Perkins) e Robert Loggia como Gordon Vette.

## Links Externos
- O Resgate do Voo 771 na IMDb.
- Uma explicação detalhada dos cálculos que a tripulação usou para encontrar o Cessna em inglês.
- Artigo sobre o capitão Gordon Vette discutindo seu papel na investigação do acidente do Erebus em inglês.